# 上島鬼貫

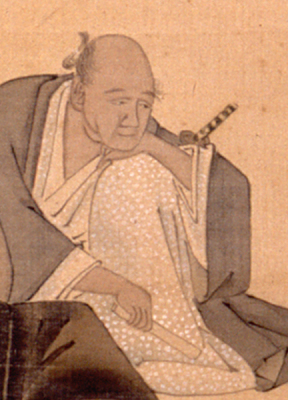
上島鬼貫

上島 鬼貫（うえじま おにつら、万治4年4月4日(1661年5月2日) - 元文3年8月2日(1738年9月15日)）は江戸時代中期の俳諧師。上島の読みは出自からは「かみじま」であるが、通常「うえしま」または「うえじま」と呼称される。字は与惣兵衛、利左衛門。武士として出仕していた時代は藤原宗邇（ふじわら　むねちか）と名乗った。晩年は平泉惣右衛門と名乗る。点也・仏兄（さとえ）・即翁・槿花翁（きんかおう）・自休庵・馬楽堂の別号がある。

## 生涯
摂津国川辺郡伊丹郷（現在の兵庫県伊丹市）でも有数の酒造業者・上島宗次（屋号・油谷）の三男として生まれた。幼名は竹松。幼少の頃より俳諧に馴染んだ。13歳で松江重頼（維舟）に入門する。その後、西山宗因の談林派に入門する。
25歳で医学を志し大坂に出る。やがて仕官を求めて、筑後国三池藩や大和国郡山藩、越前国大野藩などに出仕し勘定職や京都留守居役を担当した。蕉門の広瀬惟然や八十村路通などとも親交があり、彼らを通じ松尾芭蕉とも親交を持つようになる。作風に芭蕉の影響を少なからず受けた。享保3年（1718年）『獨言（ひとりごと）』を刊行した。その中で「まことの外に俳諧なし」と述べるに至り、「東の芭蕉・西の鬼貫」と称された。
元文3年（1738年）大坂鰻谷（現在の大阪市中央区鰻谷）にて死去。享年78。墓所は大阪市天王寺区の鳳林寺、伊丹市の墨染寺。
河東碧梧桐が忌日の「鬼貫忌」を秋の季語とした。
平成3年（1991年）より、故郷伊丹市の財団法人柿衞文庫の主催により「鬼貫賞」が設けられ俳句コンテストが行われている。

## 作品集
- 大悟物狂
- 獨言
- 仏兄七久留万（さとえななくるま）
- 犬居士
- それぞね草